# Agnes Moorehead
Agnes Robertson Moorehead (Clinton (Massachusetts), 6 december 1900 - Rochester (Minnesota), 30 april 1974) was een Amerikaans actrice, die naast haar werk voor film voornamelijk bekend was als heks Endora in de televisieserie Bewitched.

## Biografie
Moorehead was de dochter van een Presbyteriaanse predikant. Op driejarige leeftijd trad ze al op op toneel en ze maakte haar professionele debuut op elfjarige leeftijd, zowel in het ballet als in het koor van de St. Louis Opera. Ze zong tevens regelmatig op de radio. Ze studeerde aan het Muskingum College in New Concord, Ohio. Later kreeg ze een eredoctoraat in de literatuur van Muskingum. Hierna gaf ze een tijdje spraak- en acteerles aan een school in Soldiers Grove, Wisconsin en studeerde ze af in Engels aan de University of Wisconsin. Na haar studie ging ze theater studeren aan de American Academy of Dramatic Arts.
In 1928 begon ze te spelen op Broadway. Ook was ze te horen op de radio, waar ze onder andere de rol van Margot Lane speelde in The Shadow(1937-1939), en te horen was in March of Time, Cavalcade of America en verscheidene soapseries. Ze speelde met Phil Baker in het vaudeville van 1933 tot 1936. Aan het einde van het decennium werd ze lid van het Mercury Theatre van Orson Welles.
Haar filmdebuut was in Welles' Citizen Kane uit 1941, als de moeder van het titelpersonage. Voor haar tweede film, Welles' The Magnificent Ambersons uit 1942, werd ze genomineerd voor de Academy Award voor Beste Vrouwelijke Bijrol en won ze de prijs voor beste actrice van de New York Film Critics. Ze zou nog vijf keer genomineerd worden voor deze Oscar, maar nooit winnen. Moorehead zou zich specialiseren in neurotische, puriteinse, bezitterige en verzuurde vrouwen.
In de jaren veertig was ze te horen in het radiostuk Sorry, Wrong Number. Begin jaren vijftig ging ze samen met Charles Boyer, Charles Laughton en Sir Cedric Hardwicke op tournee door Europa en de Verenigde Staten met George Bernard Shaws Don Juan in Hell. In 1954 had ze haar eigen onewomanshow, The Fabulous Redhead, waarmee ze in zo'n tweehonderd steden speelde. Ook speelde ze in verscheidene televisieseries. Het bekendst was waarschijnlijk de fantasy-sitcom Bewitched, waarin ze van 1964 tot 1972 de heks Endora, de moeder van Elizabeth Montgomerys personage Samantha speelde.

### Privé
Agnes Moorehead is tweemaal getrouwd geweest, met acteur Jack G. Lee van 1930 tot 1952 en met acteur Robert Gist van 1954 tot 1958. Met Lee had ze een geadopteerde zoon, Sean.
Agnes Moorehead stierf op 73-jarige leeftijd aan baarmoederkanker, en niet, zoals lang werd aangenomen, aan longkanker. Alhoewel nooit bevestigd, wordt vaak aangenomen dat de kanker is veroorzaakt door blootstelling aan straling in 1956, tijdens de opnamen van de film The Conqueror. De opnames voor deze film werden gehouden op een plek in de woestijn waar even daarvoor kernproeven werden gehouden. Ook andere mensen die daar aanwezig waren, waaronder John Wayne, Susan Hayward en Dick Powell, zijn gestorven aan kanker.

## Filmografie (selectie)
- Citizen Kane (1941)
- The Magnificent Ambersons (1942)
- Journey into Fear (1943)
- Jane Eyre (1944)
- Since You Went Away (1944)
- The Seventh Cross (1944)
- Mrs. Parkington (1944)
- Dark Passage (1947)
- Johnny Belinda (1948)
- The Stratton Story (1949)
- Magnificent Obsession (1954)
- All That Heaven Allows (1955)
- The Left Hand of God (1955)
- The Swan (1956)
- The Conqueror (1956)
- The Bat (1959)
- Pollyanna
- Bewitched (televisieserie, 1964-1972)
- Hush... Hush, Sweet Charlotte (1964)
- Charlotte's Web (1973)